# Comamonas composti
Comamonas composti es una especie de  bacteria gramnegativa del género Comamonas. Fue descrita en el año 2008. Su etimología hace referencia a compost. Es aerobia y móvil por flagelo polar. Tiene un tamaño de 0,5 μm de ancho por 1-2 μm de largo. Temperatura óptima de crecimiento entre 25-35 °C. Catalasa y oxidasa positiva. Se ha aislado de compost de desechos de comida en Taiwán. 